# Smeerebbemolen
De Smeerebbemolen is een voormalige watermolen aan de Aalstsesteenweg in Smeerebbe-Vloerzegem, deelgemeente van de Belgische gemeente Geraardsbergen. 
De watermolen werd in 1201 al voor het eerst vermeld. De Smeerebbemolen werd tot in de jaren 60 van de 20e eeuw gebruikt. Enkel de waterval, de fundering van het molenhuis en het asgat blijven over.
- Inventaris van het Bouwkundig Erfgoed (Vlaanderen): 8741